# Tomba del Citaredo
Die Tomba del Citaredo („Grab des Kitharaspielers“) ist ein ausgemaltes etruskisches Kammergrab, das etwa 490 bis 480 v. Chr. datiert. Das Grab wurde im Jahr 1862 entdeckt und befindet sich in der Monterozzi-Nekropole bei Tarquinia. Das Wissen um seinen genauen Standort ging früh verloren. Die Malereien sind nur durch Abpausungen von Gregorio Mariani bekannt.
Die Grabkammer hat an der Rückwand eine gemalte Doppeltür. Ansonsten sind Tänzer, Musikanten, Ringer und ein Kitharaspieler, nach dem das Grab benannt wurde, dargestellt.
Zusammen mit der Tomba dei Baccanti, Tomba Cardarelli, der Tomba del Teschio, Tomba della Fustigazione und den Gräbern 4255, 4260, 5591 (Tomba Moretti) wurde das Grab wahrscheinlich von einer in Tarquinia arbeitenden Werkstatt (Maestro dei Baccanti) ausgemalt, da die Malereien in diesen Gräbern zahlreiche Gemeinsamkeiten aufweisen.